# 皮尼亚塔罗-因泰兰纳
皮尼亚塔罗-因泰兰纳（義大利語：Pignataro Interamna），是意大利拉齐奥大区弗罗西诺内省的一个市镇。总面积24.56平方公里，人口2545人，人口密度103.6人/平方公里（2009年）。ISTAT代码为060054。